# 富克斯施塔特
富克斯施塔特是德国巴伐利亚州的一个市镇。总面积18.30平方公里，总人口1861人，其中男性949人，女性912人（2011年12月31日），人口密度102人/平方公里。